# Чернігівська область
Черні́гівська о́бласть (Чернігівщина) — область у Північній Україні. Утворена 15 жовтня 1932 року. Розташована у північній частині Лівобережної України. Межує на заході з Київською, на сході — з Сумською, на півдні — з Полтавською областями України. Обласний центр — місто-герой Чернігів.
Наявного населення  968 тис. (23-тє місце серед регіонів України, менше населення лише в Кіровоградській і Чернівецькій областях). Територія 31 865 км². Чернігівщина за площею посідає третє місце серед інших областей України.

## Природа
Область розташована на півночі України, на лівому березі Дніпра, у межах Поліської низовини та лісостеповій зоні Придніпровської низовини. Лісами вкрито 20 % території. Територією області протікає 1200 річок загальною довжиною близько 8,5 тис. км. Найбільші річки — Дніпро, Десна з притоками Сейм, Остер, Снов, Убідь, на півдні — Удай. Клімат помірно континентальний. Середньорічні температури: січня −7 °C, липня +19 °C. Середньорічна кількість опадів 550—660 мм.
На Чернігівщині зосереджений значний туристичний потенціал. Сприятливі кліматичні умови, різноманітна флора і фауна, наявність 610 природних заповідних об'єктів роблять територію області привабливою для відпочинку. В області функціонують 13 санаторіїв і будинків відпочинку, численні профілакторії, бази відпочинку, дитячі табори, пляжі, лісопарки.
За останні 20 років середньорічна температура України зросла на 0,8 °C. Якщо розглядати окремі регіони, найбільші зміни відбуваються в північних областях. Так, у Чернігівській області за останні два десятиліття температура збільшилася на 1,4 °C, практично зрівнявши кліматичний режим Полісся з Херсонською областю.

## Історія
Заселення території Чернігівщини почалося ще за часів палеоліту — близько 100 тис. років тому. Більше двадцяти поселень епохи пізнього палеоліту (35–10 тис. років тому) дослідники виявили на території області. А знахідки в селі Мезин Коропського району не мають собі рівних у світовій археології. Чернігівщина належала до ареалу ямково-гребінцевої кераміки (стоянки Погорілівка, Мис Очкинський та інші).
Починаючи із шостого століття нашої ери, територію Новгорода-Сіверського стали заселяти східнослов'янські племена сіверян.
У IX ст. Чернігово-Сіверська земля увійшла до складу Київської Русі, причому Чернігів за розмірами і значенням серед інших міст поступався лише Києву. У складі Київської Русі вона одержала подальший соціально-економічний розвиток. Головне місце в економіці займало сільське господарство. Високого рівня розвитку досягло ремесло. Чернігово-Сіверська земля мала розгалужені торгові зв'язки.
У 1796 році була створена Малоросійська губернія Росії з центром у місті Чернігові. У 1802 р. вона була розділена на Чернігівську і Полтавську губернії.
|                                                      |  |  |
| Ювілейна монета НБУ присвячена Чернігівській області |  |  |

У 1923—1932 р. було проведено кілька адміністративних реформ, остання з яких призвела в 1932 році до створення Чернігівської області в складі УРСР.
Область утворена 7 жовтня 1932 з частин Київської і Харківської; частини передані до Сумської (1939) і Київської (1987), приєднаний Талалаївський район Сумської області (1965); центр — Чернігів
У 1937 році першим секретарем Чернігівського обласного комітету КП(б)У був Павло Пилипович Маркітан (1887-1937), а його помічником - Михайло Євгенович Моцний (1904-1937)
У травні-червні 1991 в місті Носівці, на той час районному центрі області, відбулися голодування вчителів та масові протести, які отримали розголос у всеукраїнських масмедіа та привели до зміни керівників Носівського району.
З 1991 року до нинішнього часу Чернігівська область — в складі незалежної України.
Із 1991 року по 2012 рік в області було знято із обліку 40 сіл. Це один з найвищих показників по Україні.
Тільки під час одного рішення у 2013 році Чернігівської обласної ради із обліку було знято 7 сіл.
Станом на 2020 рік зникло 55 сіл.

### Епідемія коронавірусу
28 березня 2020 року в області було зареєстровано перший випадок інфікування COVID-19. 29 березня було повідомлено про ще одну підозру на коронавірус в тому ж Борзнянському районі. Перший випадок в Чернігові був зареєстрований 22 квітня. У той день в Україні вже було 6 592 випадки захворювання на COVID-19, з них 13 у Чернігівській області.
На початку червня в області різко зросла кількість інфікованих. І якщо до червня область була на одному із останніх місць в Україні за кількістю інфікованих, то із початку червня почала підніматися, так на 13 червня в області було 385 випадків інфікування і за цим показником область була 7 із кінця, обігнавши Сумську, Полтавську, Миколаївську, Херсонську, Донецьку і Луганську.

### Війна 2022 року
Під час російського вторгнення майже вся область була захоплена російськими загарбниками. Попри це Чернігів, Ніжин, Прилуки та ще кілька міст тримали оборону і не були взяті.
3 квітня 2022 року значна частина області аж до Чернігова була звільнена від окупантів. До 6 квітня окупанти покинули область.
Див. також: Пам'ятки історії національного значення в Чернігівській області

## Адміністративно-територіальний устрій

### Загальна інформація
Адміністративний центр області — місто Чернігів.
У складі області:
- районів — 5 (Корюківський, Ніжинський, Новгород-Сіверський, Прилуцький і Чернігівський);
- районів у містах — 2;
- населених пунктів — 1511, в тому числі:
  - міського типу — 45, в тому числі:
    - міст — 16, в тому числі:
      - міст обласного значення — 4;
      - міст районного значення — 12;

    - селищ міського типу — 29;

  - сільського типу — 1466, в тому числі:
    - сіл — 1408;
    - селищ — 58.

У системі місцевого самоврядування:
- об'єднані громади — 57.

### Міста обласного значення
- Ніжин
- Новгород-Сіверський
- Прилуки
- Чернігів

### Міста районного значення
| №  | Місто     | Входження           |
| -- | --------- | ------------------- |
| 1  | Батурин   | Бахмацький район    |
| 2  | Бахмач    | Бахмацький район    |
| 3  | Бобровиця | Бобровицький район  |
| 4  | Борзна    | Борзнянський район  |
| 5  | Городня   | Городнянський район |
| 6  | Ічня      | Ічнянський район    |
| 7  | Корюківка | Корюківський район  |
| 8  | Мена      | Менський район      |
| 9  | Носівка   | Носівський район    |
| 10 | Остер     | Козелецький район   |
| 11 | Семенівка | Семенівський район  |
| 12 | Сновськ   | Сновський район     |

### Райони у містах
| № | Район          | Входження   |
| - | -------------- | ----------- |
| 1 | Деснянський    | м. Чернігів |
| 1 | Новозаводський | м. Чернігів |

### Сусідні області України
- Київська область
- Полтавська область
- Сумська область

## Демографія
Із 1967 року населення області стабільно зменшується — із 1576 тис. у 1967 до 959,3 тис. у 2022 році.
- 1 245 300 мешканців (2001), у тому числі:
  - міське — 727 200 мешканців (2001)
  - сільське — 518 100 мешканців (2001)
- Національний склад населення (за переписом 1970 року):
  - українців — 93,8 %
  - росіян — 4,7 %
  - інших — 1,5 %
- 1 151 957 мешканців (1 січня 2007), у тому числі:
  - міське — 700 727 мешканців (2007)
  - сільське — 451 230 мешканців (2007)
- 959 315 мешканців (1 січня 2022)

### Національний склад
Національний склад населення Чернігівської області станом на 2001 рік
| №  | Національність | Кількість осіб | %        |
| -- | -------------- | -------------- | -------- |
| 1  | Українці       | 1 155 354      | 93,47 %  |
| 2  | Росіяни        | 62 207         | 5,03 %   |
| 3  | Білоруси       | 7 122          | 0,58 %   |
| 4  | Євреї          | 1 531          | 0,12 %   |
| 5  | Вірмени        | 934            | 0,08 %   |
| 6  | Цигани         | 756            | 0,06 %   |
| 7  | Молдовани      | 700            | 0,06 %   |
| 8  | Поляки         | 528            | 0,04 %   |
| 9  | Татари         | 461            | 0,04 %   |
| 10 | Азербайджанці  | 403            | 0,03 %   |
| 11 | Інші           | 6 069          | 0,49 %   |
|    | Разом          | 1 236 065      | 100,00 % |

### Мовний склад населення

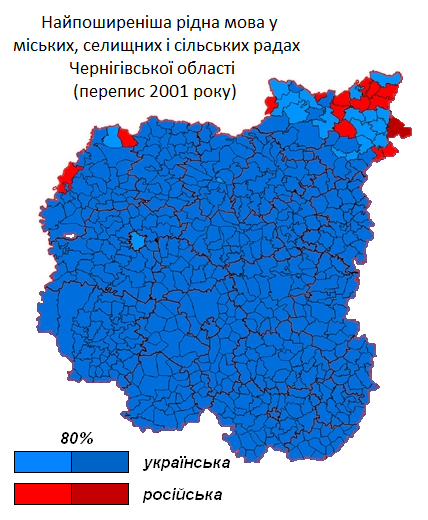
За даними перепису населення України 2001 року, українська мова була рідною для більш як 89 % населення Чернігівської області: вона була панівною в усіх міських радах, а також в абсолютній більшості селищних і сільських рад області. Російська мова була найпоширенішою в п'ятнадцяти селищних і сільських радах на крайній півночі регіону, водночас у чотирнадцяти з них понад 20 % населення вказали українську мову рідною.

Мовний склад населення Чернігівської області станом на 2001 рік [Архівовано 31 липня 2017 у Wayback Machine.]
| №  | Райони та міста обласного значення | українська | російська | білоруська |
| -- | ---------------------------------- | ---------- | --------- | ---------- |
| 1  | Чернігівська область               | 89,1       | 10,3      | 0,2        |
| 2  | Чернігів                           | 74,0       | 24,5      | 0,3        |
| 3  | Ніжин                              | 89,5       | 8,9       | 0,1        |
| 4  | Прилуки                            | 92,9       | 6,8       | 0,1        |
| 5  | Бахмацький район                   | 97,1       | 2,5       | 0,1        |
| 6  | Бобровицький район                 | 97,9       | 1,8       | 0,1        |
| 7  | Борзнянський район                 | 98,4       | 1,4       | 0,1        |
| 8  | Варвинський район                  | 97,0       | 2,7       | 0,2        |
| 9  | Городнянський район                | 92,5       | 7,0       | 0,5        |
| 10 | Ічнянський район                   | 97,8       | 2,0       | 0,1        |
| 11 | Козелецький район                  | 95,8       | 3,8       | 0,1        |
| 12 | Коропський район                   | 97,8       | 2,0       | 0,1        |
| 13 | Корюківський район                 | 96,9       | 2,8       | 0,1        |
| 14 | Куликівський район                 | 98,0       | 1,7       | 0,2        |
| 15 | Менський район                     | 97,5       | 2,1       | 0,2        |
| 16 | Ніжинський район                   | 98,5       | 1,3       | 0,1        |
| 17 | Новгород-Сіверський район          | 63,9       | 35,9      | 0,1        |
| 18 | Носівський район                   | 97,9       | 1,7       | 0,1        |
| 19 | Прилуцький район                   | 97,2       | 2,4       | 0,1        |
| 20 | Ріпкинський район                  | 87,6       | 11,4      | 0,8        |
| 21 | Семенівський район                 | 80,4       | 19,4      | 0,1        |
| 22 | Сновський район                    | 89,4       | 10,3      | 0,2        |
| 23 | Сосницький район                   | 98,4       | 1,4       | 0,1        |
| 24 | Срібнянський район                 | 98,3       | 1,5       | 0,1        |
| 25 | Талалаївський район                | 98,0       | 1,9       | 0,1        |
| 26 | Чернігівський район                | 95,4       | 4,0       | 0,3        |

## Економіка
Бюджет Чернігівської області на 2016 рік склав 3 млрд грн.
Загальна довжина автомобільних доріг в області — 7222 кілометри.

## Зв'язок та інтернет
Станом на 1 січня 2017 року в області було 1 405 тис. абонентів мобільного зв'язку
 (більше 100 %, тобто дехто має по кілька сімок) і 439 тис. користувачів інтернету.

## Рекреаційно-туристичний потенціал
Чернігівщина має значний туристичний, історико-культурний та природно-рекреаційний потенціал. Велика кількість історико-культурних об'єктів у поєднанні з розмаїттям природно-рекреаційних ресурсів створюють умови для розвитку різних видів туризму.
Наявні рекреаційні ресурси Чернігівщини у вигляді туристично-відпочинкової інфраструктури, санаторіїв, пансіонатів та баз відпочинку, заповідних природних парків.
На державному обліку в області перебуває близько 9 000 пам'яток історії та культури, понад 1 900 із них — національного значення. Чотирнадцять населених пунктів регіону включені до Списку історичних населених місць України й стали туристичними центрами області (Чернігів, Новгород-Сіверський, Батурин, Ніжин, Прилуки, Козелець, Остер, Седнів та ін.).
На території Чернігівщини працює 33 музеї комунальної власності, 3 національні заповідники («Чернігів стародавній», «Гетьманська столиця», «Качанівка»), меморіальний комплекс «Пам'яті героїв Крут» та десятки приватних музеїв та виставкових залів.
Найбільш привабливими з погляду туризму об'єктами історико-культурного та природного значення, «туристичними магнітами» області, є:
- Національний історико-культурний заповідник «Гетьманська столиця»;
- Національний архітектурно-історичний заповідник «Чернігів стародавній»;
- Парк природи «Беремицьке» та Міжрічинський регіональний ландшафтний парк;
- Національний історико-культурний заповідник «Качанівка»;
- Новгород-Сіверський історико-культурний музей-заповідник «Слово о полку Ігоревім»

Природно-заповідний фонд налічує 669 об'єктів загальною площею 262 тис. га. Функціонує 57 готелів та аналогічних засобів розміщення, 26 баз відпочинку, 36 садиб сільського зеленого туризму та понад 500 рекомендованих туристам закладів харчування.
Джерело: 

## Культура

### Пам'ятки історії та архітектури
Чернігівський край славиться великою кількістю пам'яток історії та архітектури ХІ–ХІІ ст. і XVII—XIX ст. Понад 200 із них мають світове значення. Найціннішими пам'ятками домонгольського періоду є унікальні Спаський (ХІ ст.) та Борисоглібський (ХІІ ст.) собори, Антонієві печери та Іллінська церква (ХІ–ХІІ ст.), П'ятницька церква (ХІІ ст.) у Чернігові, Юр'єва божниця (Х ст.) в Острі. Із пізніших часів збереглися палацові ансамблі: садиби Тарновських (XIX ст.) в с. Качанівка Ічнянського району, Галаганів (XVIII ст.) у с. Сокиринцях та смт Дігтярі Срібнянського району, садиба П.Румянцева-Задунайського (XVIII) в с. Вишеньки Коропського району.
На державному обліку в області перебуває 239 пам'яток архітектури та містобудування (з них — 171 національного значення), 2316 пам'яток археології (з них — 31 національного значення), 2279 пам'яток історії (з них — 8 національного значення), 127 пам'яток монументального мистецтва (з них — 1 національного значення). 14 міст і селищ міського типу включені до Списку історичних населених місць України. Це Батурин, Борзна, Ічня, Козелець, Короп, Любеч, Ніжин, Новгород-Сіверський, Остер, Прилуки, Седнів, Сосниця, Срібне, Чернігів.
Чернігівщина була відома особливим стилем домашнього іконопису. Він відзначався яскравістю і реалістичним зображенням святих, використанням червоної і жовтогарячої фарб, а також рослинним орнаментом. Чернігівські ікони були відомі далеко за межами регіону. Їх зібрання перебуває в експозиції і фондах Музею української домашньої ікони історико-культурного комплексу «Замок Радомисль».

### Видатні представники культури і науки
Землі Чернігівщини — джерело творчого натхнення для цілої плеяди видатних представників культури і наукової еліти. Тут народився відомий мореплавець Ю.Лисянський, розпочала театральну кар'єру Марія Заньковецька, народився і провів дитячі роки видатний кінорежисер О. Довженко. Тут жили, працювали чи просто бували історик і письменник О. Бодянський, скульптор І. Мартос, письменники — В. Забіла, І. Кочерга, П. Тичина, Олекса Десняк, композитори Г. Верьовка, Л. Ревуцький, великий український митець Т. Шевченко, український філософ і поет Г. Сковорода, письменники Л. Глібов, М. Коцюбинський, Марко Вовчок, В. Самійленко, М. Вербицький. Із Чернігівським краєм пов'язані різні періоди життя конструктора космічних ракет С. Корольова, академіка О. Богомольця, російського історика М. Державіна, письменника М. Гоголя, поета Є. Гребінки. Тут бували О.Пушкін, О.Грибоєдов, Л.Толстой, М.Горький, М.Глінка, П.Чайковський.
У Ніжині народився Олександр Михайлович Богомолець (1850—1935) — земський лікар, революціонер-народник, батько академіка Олександра Олександровича Богомольця, а в селі Журавці Варвинського району народився Вороний Юрій Юрійович — український хірург, доктор медичних наук, професор. Здійснив першу у світі операцію у квітня 1933 року, пересадив нирку.
Сучасні видатні діячі культури і науки:
- Адаменко Микола Петрович (*20 грудня 1931, Загребелля, Сосницький район, Чернігівська область) — український поет, філолог. Член СПУ (1988). Лауреат обласних премій імені Б. Грінченка та імені М. Коцюбинського. Нагороджений орденом «За мужність» (2005). Жертва комуністичного терору. Політв'язень радянських тюрем і концтаборів (1953—1956).
- Балабко Олександр Васильович (*24 квітня 1955, с. Лісконоги Новгород-Сіверського району) — український публіцист, прозаїк, поет-пісняр, журналіст. Член НСПУ, НСЖУ, Асоціації діячів естрадного мистецтва. Заслужений діяч естрадного мистецтва України (2024). Головний редактор газети «Вечірній Київ» (2001—2006). Лауреат премії НСЖУ «Золоте перо» (1986), національної премії ім. Івана Франка (2006), обласної премії ім. Михайла Коцюбинського (2015), мистецької премії «Київ» (2018). Цикл творів про видатних українців.
- Кашка Володимир Васильович 14 липня 1954, с. Дубовий Гай Прилуцького району Чернігівської області — пом. 8 жовтня 2006) — український письменник. Лауреат літературних премій «Благовіст» (2005 р.), імені Михайла Коцюбинського (2006 р.), міжнародних літературних премій імені Миколи Гоголя «Тріумф» та імені Григорія Сковороди «Сад божественних пісень»(2006 р.)
- Колесник Віктор Федорович (*9 серпня 1950, с. Озеряни Варвинського району Чернігівської області) — український історик, педагог. Декан історичного факультету Київського Національного університету імені Тараса Шевченка (2007—2014). Доктор історичних наук, професор, член-кореспондент Національної академії наук України (2009 р.). Член науково-методичної комісії з історії при Міністерстві науки і освіти України. Заслужений працівник освіти України.
- Лопата Василь Іванович (1941, с. Нова Басань) — український художник і письменник. Лауреат Національної премії імені Тараса Шевченка, народний художник України, лауреат Національної премії України ім. Т. Г. Шевченка, автор сучасної української гривні.
- Михайленко Валентина Микитівна (1953, Короп) — українська письменниця, історик-краєзнавець, автор низки книг, член НСПУ. Лауреат двох фестивалів регіональної преси «Золотий передзвін Придесення» та нагороджена премією шостого Всеукраїнського конкурсу романів, кіносценаріїв та п'єс «Коронація слова». Визнана лауреатом обласного конкурсу «Жінка року — 2003».
- Москалець Кость Вілійович (23 лютого 1963, Матіївка) — поет, прозаїк, перекладач, літературний критик, музикант. Член Національної спілки письменників України та Асоціації українських письменників.
- Проценко Володимир Миколайович[24] (26 січня 1954, с. Запоріжжя) — український письменник, журналіст, член Національної спілки письменників України, заслужений діяч мистецтв України, лауреат міжнародної літературної премії ім. Івана Багряного, Всекримської літературної премії ім. Степана Руданського, літературної премії Військово-Морських Сил Збройних Сил України ім. адмірала Ярослава Окуневського, Літературної премії Кабінету Міністрів України «Золоте перо України».[25];
- Самойленко Григорій Васильович, заслужений діяч науки і техніки, доктор філологічних наук, професор, завідувач кафедри світової літератури та історії культури Ніжинського державного університету імені Миколи Гоголя, автор п'ятитомника «Нариси культури Ніжина», Почесний громадянин міста Ніжина (1999), Лауреат літературної премії імені М. Коцюбинського (1999), Заслужений діяч науки і техніки України (2006), Лауреат премії імені Георгія Вороного (2011), лауреат Державної літературно-мистецької премії ім. М.Гоголя (2013), Премія імені Петра Тронька (2020)[26], Довічна державна стипендія як «видатному діячу освіти» (із 2020)[27], Кавалер Орден «За заслуги» ІІІ ступеня і ІІ ступеня (2012)[28]; (2016)[29];

### Мистецькі установи і колективи
- Чернігівська обласна організація НСПУ

До складу обласного філармонійного центру фестивалів та концертних програм входять:
- Академічний ансамбль пісні і танцю «Сіверські клейноди»
- Академічний камерний хор імені Д. Бортнянського
- Академічний симфонічний оркестр «Філармонія»
- Чернігівський народний хор

В області також працюють, зокрема:
- Військово-музичний центр Сухопутних військ Збройних Сил України
- Заслужений аматорський народний хор України «Десна»
- Капела бандуристів «Зачарована десна» Чернігівського музичного училища імені Л. М. Ревуцького
- Народний аматорський ансамбль танцю «Дружба» Чернігівського міського палацу культури
- Оркестр народних інструментів «Зачарована десна» Чернігівського музичного училища імені Л. М. Ревуцького
- Молодіжний хор «Світич»
- Дитячо-юнацький зразковий хор «Сяйво»

## Масмедіа
Див. також: Список видань Чернігівської області
Обласні та чернігівські міські газети:
- «Деснянська правда» — Чернігівська обласна газета. Співзасновники — Чернігівська обласна рада, облдержадміністрація, первинна організація журналістів редакції газети «Деснянська правда».
- «Чернігівські відомості» — газета Чернігівської міської громади. Засновник — Чернігівська міська рада.
- «Деснянка вільна» — Чернігівська обласна суспільно-політична газета. Засновник — ТОВ «Редакція газети „Деснянська правда“».
- «Чернігівщина: новини і оголошення» [Архівовано 16 лютого 2015 у Wayback Machine.] — Чернігівський обласний суспільно-політичний тижневик. Засновник Вадим Мусаханов.
- «Прилуччина в новинах, подіях, коментарях». Скорочена назва — «Прилуччина». Обласна громадсько-політична газета. Співзасновники — Прилуцька районна рада, районна державна адміністрація, трудовий колектив редакції газети «Прилуччина».
- «Сіверщина» — всеукраїнська тижнева газета (не виходить). Засновник — Чернігівське обласне об'єднання Всеукраїнського товариства «Просвіта».
- «Світ-інфо» — чернігівська обласна інформаційно-аналітична газета. Газета зареєстрована в 2011, виходить із 2012. Виходить раз на два тижні на 16 шпальтах і висвітлює події з життя Чернігівської області, України і світу. Редактор видання Петро Антоненко.[31] [32][33][34][35]
- «Слово Чернігівщини» — міжобласний суспільно-аналітичний тижневик (не виходить). Засновник — ТОВ «Скріптмедіа».
- «Наша Чернігівщина» — Чернігівська міська громадсько-політична газета Чернігівської обласної організації політичної партії «Наша Україна» (не виходить).